# P/2017 W3 Gibbs
P/2017 W3 Gibbs è una cometa periodica, scoperta il 27 novembre 2017: appartenente alla famiglia delle comete gioviane. La cometa è la 29° scoperta dall'astronomo  statunitense Alex R. Gibbs.